# Canon de 7 pouces/45 calibres
Le canon de 7 pouces/45 calibres (aussi désigné sous le nom de canon de 7 pouces/44 calibres) est un canon de calibre 178 mm produit par la Marine américaine pour équiper les batteries secondaires de ses cuirassés pré-dreadnought du XXe siècle. En 1922, le traité naval de Washington amenant à la démolition de ceux-ci, le surplus de canons sera utilisé par l'Armée, monté sur un affût mobile pour servir de canon automoteur ou monté sur wagon pour servir d'artillerie ferroviaire. Enfin, durant la Seconde Guerre mondiale, d'autres canons de 7 pouces seront réutilisés comme artillerie côtière.

## Conception
Le canon de 7 pouces est choisi parce que le poids de l'obus est le plus important que puisse porter un humain seul, permettant un tir relativement rapide. Le premier exemplaire construit est désigné Mark 1, et fait 44 calibres de long (soit 7 × 44 pouces = 308 pouces (7,823 m)). Les exemplaires suivants, désignés Mark 2, font quant à eux 45 calibres de long.

## Utilisation
Le canon de 7 pouces/45 calibres est conçu pour être monté sur les dernières classes de cuirassés pré-dreadnought construites pour la Marine américaine. En 1922, le traité naval de Washington réduit la puissance de la flotte, et nombre de ces cuirassés sont démolis, laissant un surplus de canons inutilisés ; une partie de ceux-ci sont alors cédés à l'Army qui s'en sert comme canon automoteur et comme artillerie sur voie ferrée, et une autre partie sert lors de la Seconde Guerre mondiale comme artillerie côtière, notamment dans le Pacifique, sur les îles de Hawaï et de Bora Bora.
| Tourelle     | Disposition | Navires                         |
| ------------ | ----------- | ------------------------------- |
| Affût unique | 12 × 1      | Cuirassés de classe Connecticut |
| Affût unique | 8 × 1       | Cuirassés de classe Mississippi |